# Dennis Lindley
Dennis Lindley (ur. 1923, zm. 2013) – brytyjski statystyk. Zajmował się głównie statystyką bayesowską. Otrzymał Medal Guya, nagrodę za osiągnięcia w dziedzinie statystyki.